# Austrolimnophila (Austrolimnophila) linae
Austrolimnophila (Austrolimnophila) linae is een tweevleugelige uit de familie steltmuggen (Limoniidae). De soort komt voor in het Australaziatisch gebied.